# شوجب بورنيوني
شوجب بورنيوني (الاسم العلمي:Premna borneensis) هو نوع من النباتات يتبع جنس الشوجب من الفصيلة الشفوية.